# Bonnierilla arcuata
Bonnierilla arcuata is een eenoogkreeftjessoort uit de familie van de Notodelphyidae. De wetenschappelijke naam van de soort is voor het eerst geldig gepubliceerd in 1909 door Brément.